# Manner

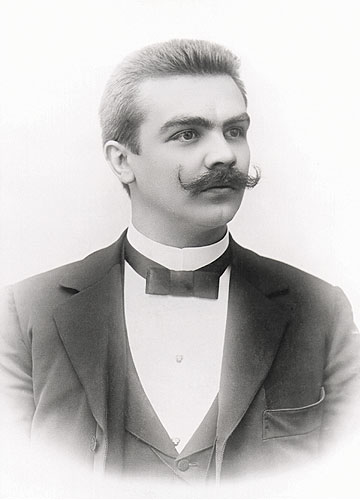
Begründer Josef Manner

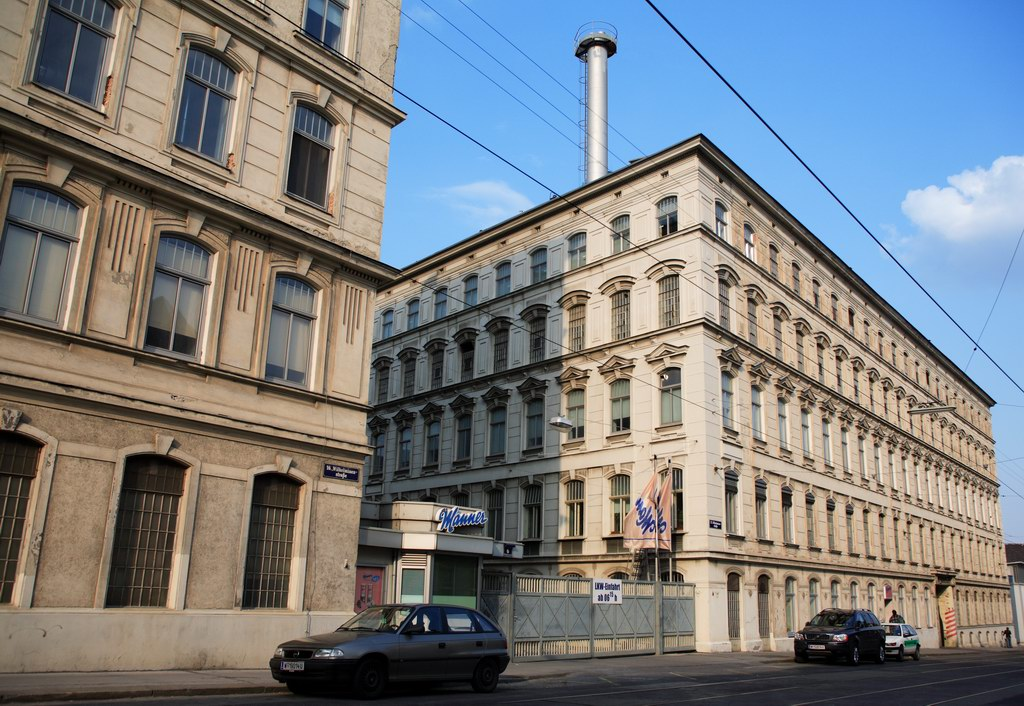
Manner-Werk in Wien-Hernals (17.), Wilhelminenstraße 6 (2007)

Die Josef Manner & Comp. AG ist eine traditionsreiche Wiener Süßwarenfabrik. Das bekannteste Produkt des Unternehmens ist die Manner-Schnitte (Waffel-Schnitten mit Haselnusscreme-Füllung).

## Geschichte

### Aufstieg zum führenden Süßwarenunternehmen
Der gelernte Kaufmann Josef Manner betrieb ein kleines Geschäft am Stephansplatz 6 in Wien, in dem er Schokoladen und Feigenkaffee anbot. Manner erwarb die Konzession und das Lokal eines kleinen Schokoladenerzeugers in Margareten und gründete am 1. März 1890 gemeinsam mit seinen Brüdern die „Chocoladenfabrik Josef Manner“. Bereits ein halbes Jahr später siedelte man nach Wien-Hernals um. Das Unternehmen hatte 1897 bereits 100 Mitarbeiter. 1898 wurde die Mannerschnitte erfunden. 1900 übernahm Johann Georg Riedl den halben Anteil des Unternehmens und legte damit den Grundstein einer bis heute bestehenden Zusammenarbeit zwischen den Familien. Bis zum Jahre 1913 stieg Josef Manner zum führenden Süßwarenproduzenten Österreich-Ungarns auf, zu dieser Zeit wurde das heute noch in Gebrauch stehende Werk in der Wilhelminenstraße in Wien-Hernals errichtet. Im Oktober 1913 wurde das Unternehmen in eine Aktiengesellschaft umgewandelt und zählte 3000 Angestellte. Ab März 1922 befand sich die Aktienmehrheit des Unternehmens im Besitz der Anglo-Austrian Bank. Durch die Einschränkungen der Wirtschaftskrise musste das Unternehmen 1935 das Aktienkapital von 6 auf 4,5 Millionen Schilling herabsetzen, im selben Jahr zog sich der Unternehmensgründer Josef Manner aus dem operativen Geschäft zurück.

### Zweiter Weltkrieg
Manner profitierte während der Zeit des Nationalsozialismus von Wehrmachtsaufträgen, der „Arisierung“ jüdischen Eigentums und der Ausbeutung von Zwangsarbeitern. Im Zweiten Weltkrieg konnte trotz aller Einschnitte sogar ein Wachstum verzeichnet werden, das Geschäftsjahr 1939 war „im allgemeinen befriedigend“. Im Geschäftsjahr 1941 wurde ein Ertrag von 3,3 Millionen Reichsmark erwirtschaftet, eine Dividende von 6 % konnte ausgeschüttet werden. Laut Aussage von Carl Manner wurde das Unternehmen als „Armee-Lieferant“ zwangsverpflichtet und stellte für die Truppen der Deutschen Wehrmacht Schokolade und Kekse her, für die Piloten der Luftwaffe wurde die als „Fliegerschokolade“ bekannte Scho-Ka-Kola erzeugt. Zu dieser Zeit war Manner ein kriegswichtiger Betrieb und erhielt bis 1945 Kakaobohnen zugeteilt. Ebenso stand das Unternehmen unter der Führung eines nationalsozialistischen Betriebsleiters, der Sohn des Unternehmensgründers war lediglich als technischer Leiter im Unternehmen tätig. Durch Bombardements entstand nur verhältnismäßig geringer Schaden am Werksgebäude.

### Entwicklung seit Kriegsende
Zu Kriegsende wurden die noch in der Fabrik gelagerten Zucker- und Kakaovorräte von der russischen Besatzungsmacht requiriert, woraufhin das Unternehmen zwei Jahre lang mit Rohstoffmangel zu kämpfen hatte. Im Jahre 1947 verstarb der Unternehmensgründer Josef Manner im Alter von 81 Jahren, im September 1953 trat sein Enkel Carl Manner in das Unternehmen ein und erhielt 1959 die Prokura. 1960 konnte mit der Einführung der Verpackung in Alu-beschichteten Folien mit dem typischen roten Aufreißfaden die aromasichere Versiegelung der mittlerweile berühmten Schnitten eingeführt werden. Dadurch stiegen die Verkäufe wieder an und 1964 konnte erstmals seit 1914 wieder ein Rekordumsatz vermeldet werden. 1970 wurden im Fusionswege der Mitbewerber Napoli und Casali übernommen, wodurch sich das Sortiment wesentlich erweiterte und die Eignerfamilie von Napoli-Casali in das Unternehmen Manner eintrat.
Eine Zusammenarbeit mit Nestlé in Ungarn nach dem Fall des Eisernen Vorhanges scheiterte in den 1990er Jahren.
Die Unternehmensform ist eine an der Wiener Börse notierte Aktiengesellschaft, bei der sich ein großer Teil der Aktien im Familienbesitz befindet. Aktien von Familienmitgliedern, die kein Interesse an dem Unternehmen mehr haben, werden von den Mehrheitseigentümern laufend aufgekauft, sodass kein Außenstehender maßgeblicher Miteigentümer werden kann.
Im Jahre 2005 sorgte die Ankündigung des österreichischen Bundesdenkmalamts für Aufsehen, das Manner-Gebäude an der Wilhelminenstraße 6 in Wien-Hernals unter Denkmalschutz stellen zu wollen. Die Unternehmensführung entgegnete, dass die Verlegung der Produktionsstätte aus wirtschaftlichen Gründen die Folge wäre, was bei einem Großteil der Wiener Bevölkerung Empörung auslösen werde.
Manner betreibt seit Juni 2004 einen Flagshipstore am Stephansplatz im Erzbischöflichen Palais. Einen Flagshipstore am Wiener Flughafen gibt es seit Juni 2006. Mit dem Ziel, den Umsatz in Auslandsmärkten zu steigern, eröffnete Manner eigene Vertriebs-Tochterunternehmen in Slowenien, Tschechien und Deutschland. Im Jahr 2010 errichtete Manner einen Shop mit Café am Residenzplatz in Salzburg. Am 10. Mai 2018 wurde ein Manner-Shop in Graz am Hauptplatz eröffnet, am 19. Juli 2019 auch im Einkaufszentrum Murpark.
Der Gesamtumsatz von Manner lag 2009 bei 155,4 Millionen Euro bei einer Exportquote von ca. 55 %. Damit wurde ein Jahresüberschuss von 4,496 Millionen Euro und ein Bilanzgewinn von 1,89 Millionen Euro erzielt. Ende 2011 kündigte Manner den Ausbau des Standorts Wien an, wo ab 2015 die Produktion von Waffeln konzentriert werden sollte. Gleichzeitig wurde an Konzepten für die Nachnutzung des Standorts Perg gearbeitet. 2013 wurden etwa 180 Mio. Euro erzielt, ins Werk Wien wurden rund 40 Mio. Euro investiert. Am 17. Oktober 2014 stürzte ein in Umbau befindlicher Teil der Manner-Fabrik in Wien-Hernals ein. 2016 erfolgte die Übersiedlung der Produktionsanlagen des Manner-Werks in Perg in Oberösterreich nach Wien.

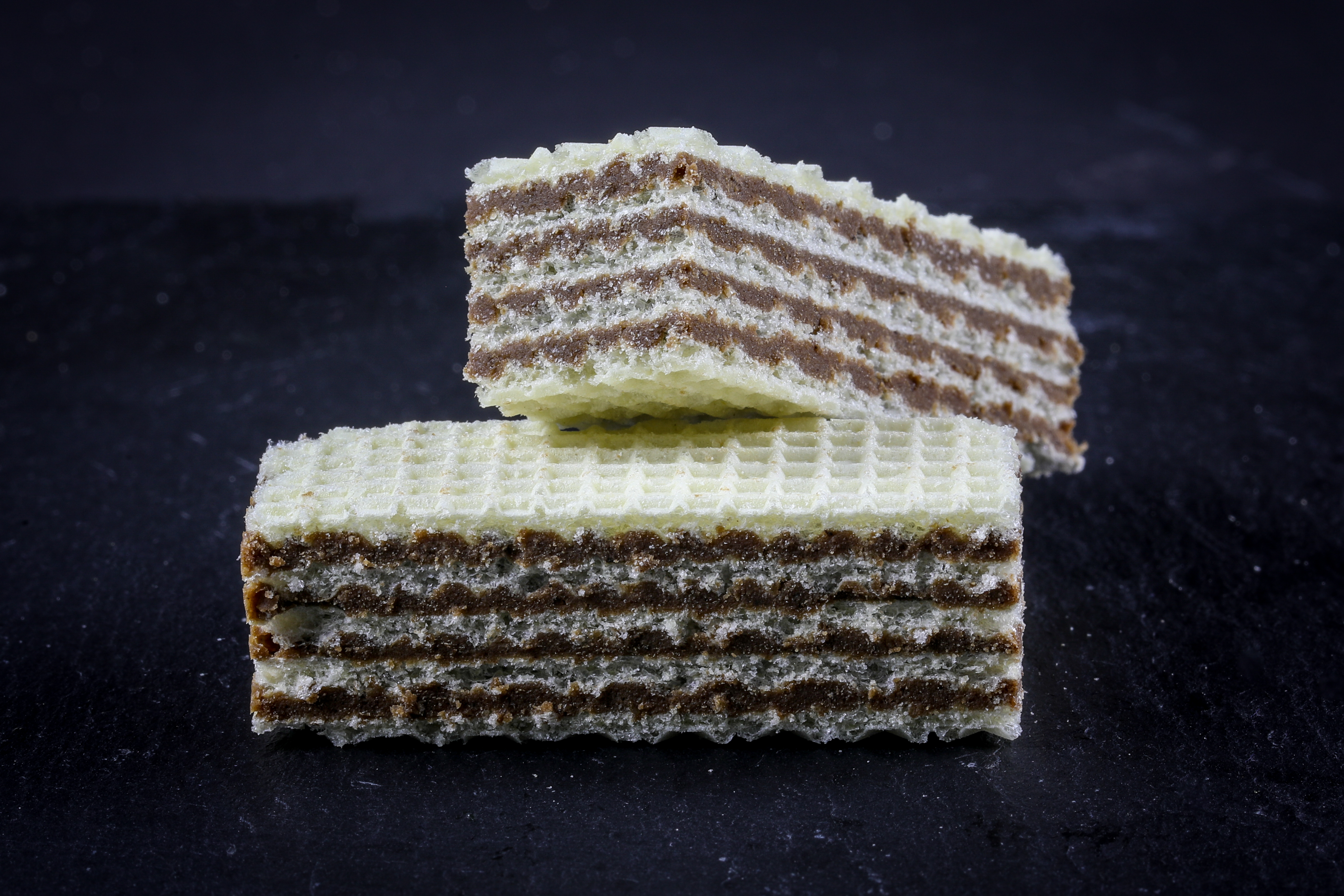
Die Mannerschnitte – bekanntestes Produkt des Unternehmens

Bis zu seinem Tode 2017 führte Carl Manner in dritter Generation das Unternehmen, er war ab 1970 im Vorstand des Unternehmens und zuletzt Aufsichtsratspräsident.
Das Werk in Wien wurde großräumig umgebaut. Gleichzeitig wurde in Zusammenarbeit mit Wien Energie ab 2017 die Nutzung der Abwärme der Abluft installiert, was rechnerisch etwa 600 Haushalte mit Fernwärme versorgt. Die Fabrik in Perg wurde geschlossen, die Maschinen von dort wurden in Wien aufgebaut. 2020 wurde der Umbau abgeschlossen.

## Schutzmarke Stephansdom
Manner verwendet seit 1889 den Wiener Stephansdom als Markenzeichen, es wurde von Josef Diltsch entworfen. Im Gegenzug übernimmt Manner seit mehreren Jahrzehnten die Lohnkosten für einen Steinmetz der Dombauhütte, der seine Arbeit in rosafarbener Arbeitskleidung verrichtet. Am 17. Dezember 1999 erhielt Carl Manner für die Verdienste seines Unternehmens den Stephanusorden in Gold.

## Original Manner-Neapolitaner-Schnitten
Die Original Manner Neapolitaner-Schnitte wurde 1898 erstmals als „Neapolitaner Schnitte No. 239“ urkundlich erwähnt. Die Haselnüsse für die Füllung aus Zucker, Haselnüssen, Kokosfett und Kakaopulver kamen nämlich aus der Gegend um Neapel. Die Größe 49 × 17 × 17 Millimeter war mundgerecht bemessen, vier Lagen Streichmasse zwischen fünf Lagen Waffel, das Gesamtgewicht beträgt 7,5 Gramm pro Schnitte. Dieses Format und die Grundrezeptur haben sich bis heute bewährt.
Anfangs wurden die Schnitten lose verkauft. Ab 1924 wurden die Manner-Schnitten in fünf Zweierreihen angeboten, mit in Summe 75 g, anfangs in einer Faltschachtel, ab 1960 in einer wasserdampfdichten Verpackung aus Aluminium-Papier-Verbundfolie mit Aufreißfaden mit Lasche, als flacher, fast quadratischer Quader.

## Marken
Das Unternehmen Manner hat bei Unternehmensübernahmen auch die jeweiligen Handelsmarken, die schon gut am Markt platziert waren, mitgekauft. Diese Produktlinien werden bis heute mit Erfolg produziert, auch wenn die ursprünglichen Hersteller den Kunden oft nicht mehr bekannt sind.

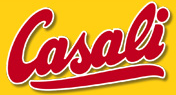
Logo für Casali-Produkte
Logo für ehem. Victor Schmidt & Söhne-Produkte
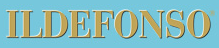
Logo für Ildefonso-Produkte
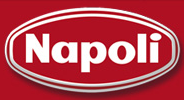
Logo für Napoli-Produkte

## Kritik
Im Jahr 2022 hat das Handelsgericht Wien nach einer Klage des Verbands für Konsumenteninformation (VKI) im Auftrag des Sozialministeriums den Hersteller Manner wegen irreführender Verpackung verurteilt. Der Vorwurf sei eine Täuschung, da drei ähnliche, geschmacklich unterschiedliche Sorten Schnitten in gleich große Schüttbeutel verpackt sind, wobei zwei Sorten 400 Gramm enthalten, die dritte Sorte Manner Mozart Mignon jedoch nur 300 Gramm. Eine Berufung Manners lehnte das Oberlandesgericht Wien (OLG Wien) ab. Manner argumentierte, dass die niedrigere Befüllung technisch notwendig sei, das OLG Wien wies daraufhin auf die höhere Befüllung anderer Sorten in gleicher Verpackung hin und verurteilte Manner rechtskräftig wegen Irreführung.

### Produktplatzierungen
- In der US-amerikanischen Fernsehserie Friends werden Manner-Schnitten im Rahmen einer Produktplatzierung im Café „Central Perk“ verkauft. In der 6. Staffel liegen sie in der Auslage der Theke und sind in den Szenen im Café häufig deutlich im Hintergrund zu sehen.[30]
- Im 2003 erschienenen Film Terminator 3 – Rebellion der Maschinen kauft der Terminator T-850, dargestellt durch Arnold Schwarzenegger, ein Päckchen Manner-Schnitten. Für die Produktplatzierung mussten 300.000 € bezahlt werden.[31]

## Trivia

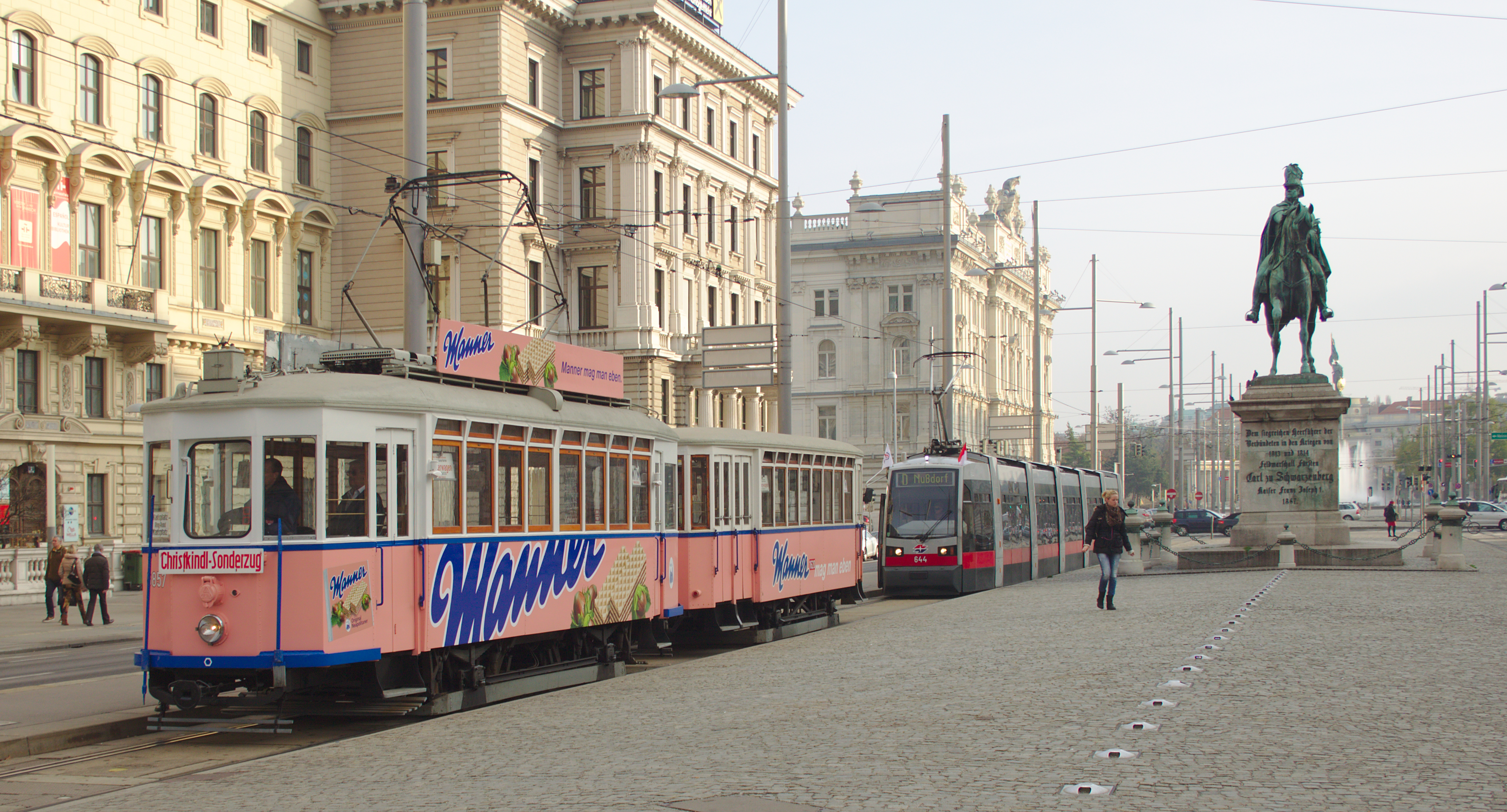
Historische Straßenbahn mit Manner-Werbung, Wien, Schwarzenbergplatz, 2013

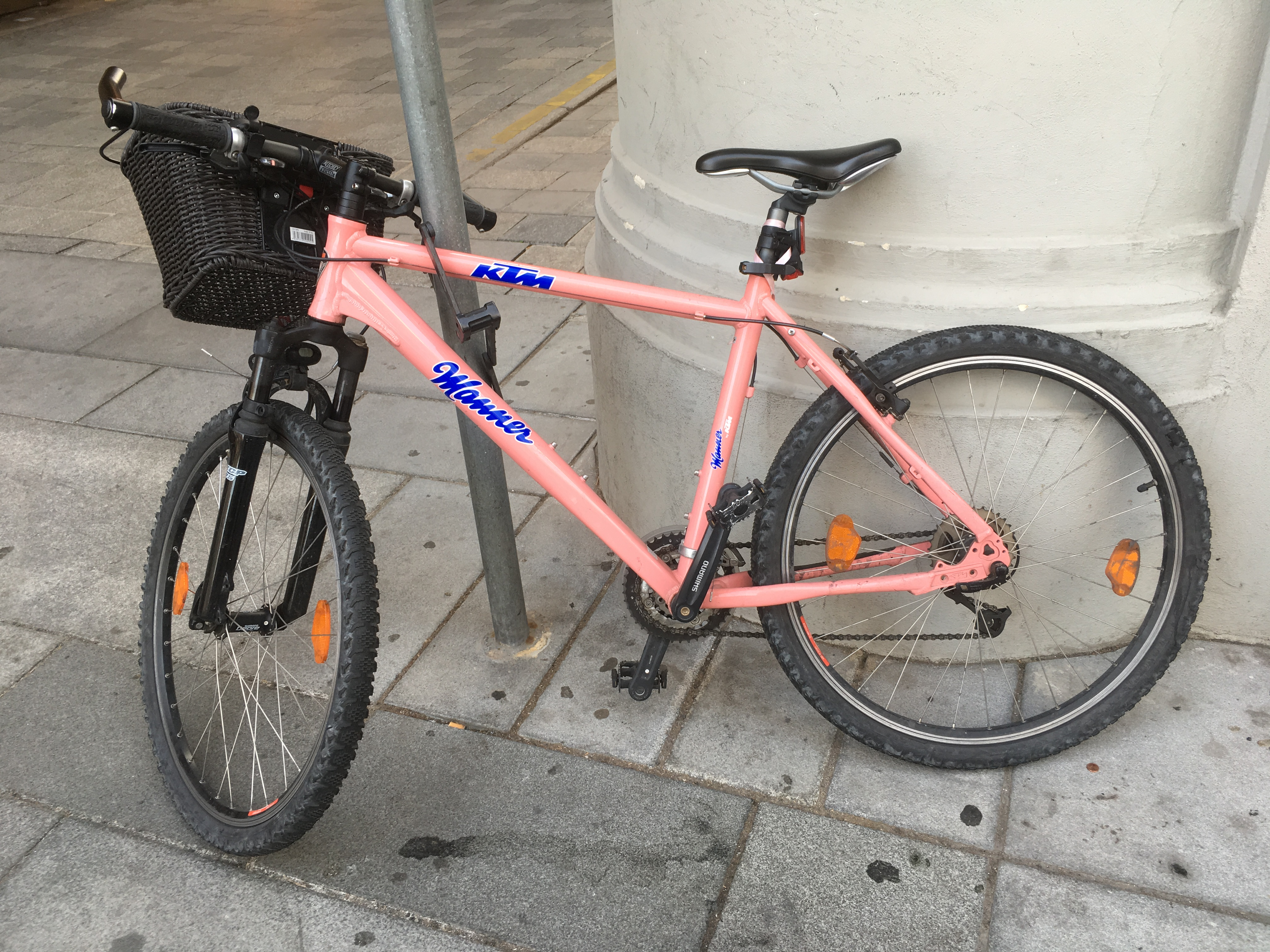
Fahrrad im Manner-Design, Wien, 2017

- Am 16. Oktober 2008 gab die Österreichische Post eine Briefmarke mit dem klassischen Werbemotiv der Firma Manner aus den 1950er Jahren „… so gut“ in einer Auflage von 500.000 Stück heraus. Der Nennwert der Marke ist 0,55 Euro.[32]
- In der Produktionsstätte des Unternehmens in Wien steht der weltgrößte Waffelofen mit einer Tageskapazität von 40 Tonnen (Stand 2016).[33]
- Am 17. Juli 2014, am Tag vor dem 85. Geburtstag Carl Manners, wurden 8500 Packungen Mannerschnitten im Festsaal des Wiener Rathauses als Dominosteine aufgestellt und stürzten durch einen einzigen Anstoß. Der Aufbau dieser Weltrekordaktion der Marketingabteilung wurde von Marcel Pürrer geleitet.[34]
- Carl Manner wurde 1952 an der Universität Wien in Mathematik und Physik promoviert und stieg 1953 mit 24 Jahren ins Unternehmen ein. Nach dem Teileinsturz eines Gebäudetrakts der Wiener Fabrik am 17. Oktober 2014 meinte er, die Schutzmarke Stephansdom habe sich bewährt, keine Menschen seien zu Schaden gekommen.[35] Carl Manner starb, 87-jährig, am 19. April 2017.
- Fahrräder im Manner-Design haben die Radhersteller KTM und Stilrad (2013, 2016) herausgebracht.[36][37]